# المثالية الكندية
المثالية كندية هي التقاليد الفلسفية الكندية التي نبعت من المثالية البريطانية.
من المثاليين الأوائل في كندا جورج باكستون يونغ (1818-1889) الذي درّس في كلية نوكس عام 1851 وجون واتسون (1847-1939) الذي درّس في جامعة كوينز عام 1872. من المثاليين الأكثر حداثة الفلاسفة جورج باركن غرانت (1918-1988) وتشارلز تيلور (1931).
استمدّ المثاليون البريطانيون والكنديون على حدٍ سواء من مثالية جورج فيلهلم فريدريش هيغل المطلقة. ثمة ركائز ثلاث لهذه الفلسفة. الركيزة الأولى هي «الاستجابة لمادّية عصر التنوير». يرى المثاليون أن السبب العلمي للتنوير يثبط بُعداً هاماً للخبرة الإنسانية، وهو الإطار الثقافي والأفكار المتوارثة تاريخياً التي بها نجعل للعالم من حولنا معنىً. يؤمن المثاليون بأن المعرفة والعقل مهذّبان اجتماعياً، ليس بفضل المعاصَرَة فقط، بل بفضل تاريخنا أيضاً.
الركيزة الثانية هي «فلسفة التاريخ». بالنسبة للمثاليين تتضمن الفلسفة دراسة التاريخ. حتى نعكس الأمر على معتقداتنا، يتوجب علينا أن نفهم الحوار التاريخي وصراع الأفكار التي أوصلتنا لهذه النقطة. تؤخذ مجموعة واسعة من المواضيع التي تتباين من الحقوق الاقتصادية حتى مفهوم الأسرة بعين الاعتبار، لكن السؤال الأساسي الذي يطرحه المثاليون هو كيفية التفريق بين الوحدة المدنية (أو الصالح العام) وبين حرية الفرد.
الركيزة الثالثة هي «صياغة فلسفة الحرية». وضع مفهوم المعرفة كجزء من الثقافة والنهج التاريخي للفسلفة الأساس لفكرة الحرية كشيء يمكن تحقيقه من خلال التزام المجتمع بدلاً من معارضته، كما هو الحال مع نظرية التعاقد التي وضعها توماس هوبز وجون لوك حيث الحرية بالنسبة لهما هي غياب التدخل الخارجي في خياراتنا (حرية سلبية). الحرية بالنسبة للمثاليين تتحقق من خلال الحياة الأخلاقية في مجتمعنا. بالمشاركة في المجتمع والانخراط في الحوارات مع الآخرين حول غاياتنا المناسبة وبإعطاء وتلقي الاعتراف من الآخرين بأننا أحرار، نزرع العناصر التي تعزز الحكم الذاتي للأفراد وبالتالي تحقيق حرية إيجابية حرة حقاً.